# Volkhardinghausen
Volkhardinghausen ist ein Stadtteil von Bad Arolsen im nordhessischen Landkreis Waldeck-Frankenberg.

## Geographische Lage
Volkhardinghausen liegt im Langen Wald rund 6 km südsüdöstlich der Arolser Kernstadt. Es befindet sich südwestlich von Landau und östlich von Elleringhausen. Die Westgrenze des Naturparks Habichtswald verläuft wenige Kilometer östlich. Durch die Ortschaft fließt ein den dortigen „Klosterteich“ speisender Bach, der nordostwärts zur Watter entwässert.
Durch Volkhardinghausen verläuft die Kreisstraße 9, die Elleringhausen im Westen durch das Dorf führend mit Landau im Nordosten verbindet; über diese Straße besteht bei Landau Anschluss an die Bundesstraße 251.

## Geschichte
(Siehe auch Hauptartikel: Kloster Volkhardinghausen)

### Ortsgeschichte
Über die Anfänge des Dorfes ist wenig bekannt. Eine kleine Siedlung bestand bereits vor 1221, als dort ein Augustinerinnen-Chorfrauenstift erwähnt wurde. Besitzer des Orts waren wahrscheinlich die Herren von Gudenberg, die ihn als Lehen der Grafen von Schwalenberg innehatten und dem Stift im Verlauf des 13. Jahrhunderts mehrfach Grundbesitz und Zehnteinkünfte verkauften oder schenkten. Nachdem 1278 Giso von Gudenberg dem Stift seinen Besitz u. a. in Volkhardinghausen schenkte, wird von einem dortigen Dorf nicht mehr berichtet, und vom 13. bis zum 16. Jahrhundert bestand der Ort nur aus der Klosteranlage.

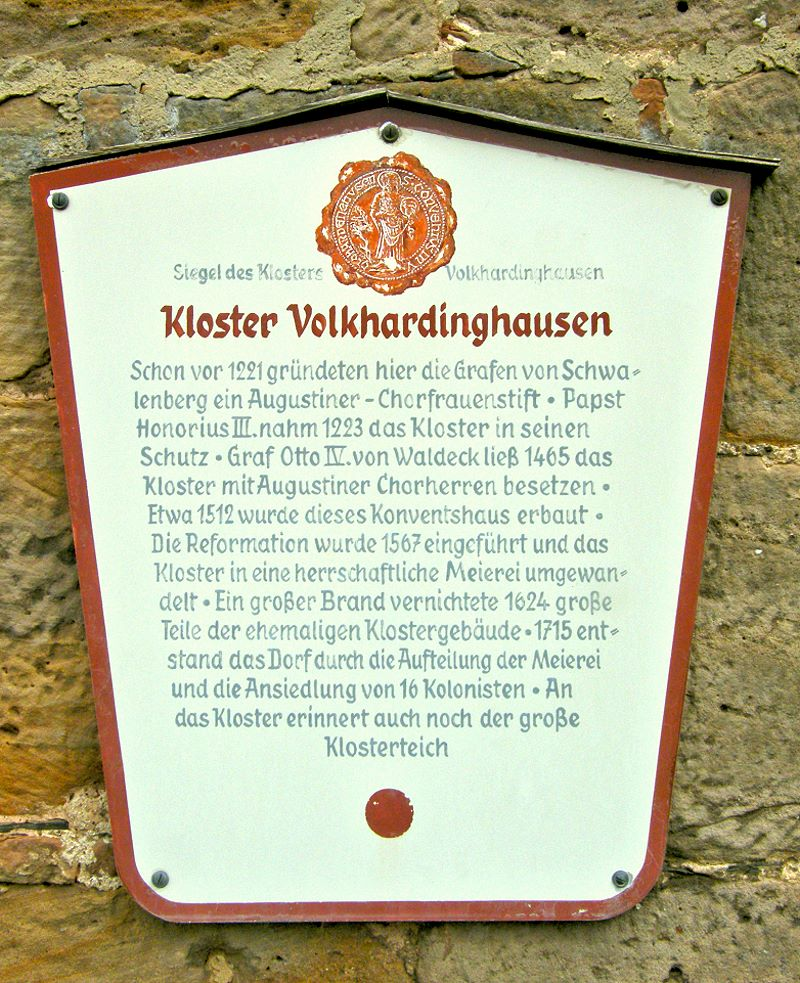
Hinweistafel Volkhardinghausen

Das Stift verarmte im 15. Jahrhundert und wurde in der Zeit von 1461 bis 1469 in ein Kollegiatstift von Augustiner-Chorherren umgewandelt. Nach der Einführung der Reformation in der Grafschaft Waldeck ab 1525 wurde es aufgelöst und dann im Jahre 1567 in einen gräflichen Meierhof und ein Armenhospital umgewandelt. 1576 starb Antonius Huppen, der letzte der Chorherren, denen Wohnrecht bis an ihr Lebensende eingeräumt worden war, und das Stift wurde endgültig aufgelassen. 1579 lebte der Pfarrer und Liederdichter Philipp Nicolai mit seinem Bruder Jeremias eine Zeitlang im ehemaligen Kloster Volkhardinghausen.
Die Stiftsgebäude fielen 1624 im Dreißigjährigen Krieg weitgehend schwedischen Truppen und einem von ihnen verursachten Großbrand zum Opfer. Lediglich das Konventshaus, ein zweigeschossiger Steinbau mit steilem Staffelgiebel sowie Teile des Kreuzgang blieben stehen. 1715 wurde die Meierei aufgeteilt und mit der Ansiedlung von 16 Kolonisten entstand das heutige Dorf Volkhardinghausen.
Der erhaltene Flügel des Kreuzganges, der zuvor als Stall genutzt worden war, wurde nach Restaurierung von 1968 bis Ende 2022 als Kapelle für Gottesdienste und Trauerfeiern genutzt, dann jedoch aus wirtschaftlichen Gründen geschlossen.
Hessische Gebietsreform (1970–1977)
Zum 1. Januar 1974 wurde Volkhardinghausen im Zuge der Gebietsreform in Hessen kraft Landesgesetz in die Stadt Arolsen eingegliedert. Für Volkhardinghausen, wie auch für alle anderen durch die Gebietsreform nach Bad Arolsen eingegliederten Gemeinden, wurde ein Ortsbezirk mit Ortsbeirat und Ortsvorsteher nach der Hessischen Gemeindeordnung gebildet.

### Verwaltungsgeschichte im Überblick
Die folgende Liste zeigt die Staaten und Verwaltungseinheiten, denen Volkhardinghausen angehörte:
- vor 1712: Heiliges Römisches Reich, Grafschaft Waldeck, Amt Landau
- ab 1712: Heiliges Römisches Reich, Fürstentum Waldeck, Amt Landau
- ab 1807: Fürstentum Waldeck, Amt Landau
- ab 1815: Fürstentum Waldeck, Oberamt der Diemel
- ab 1816: Fürstentum Waldeck, Oberjustizamt der Diemel
- ab 1850: Fürstentum Waldeck-Pyrmont (seit 1849), Kreis der Twiste[Anm. 1]
- ab 1867: Fürstentum Waldeck-Pyrmont (Akzessionsvertrag mit Preußen), Kreis der Twiste
- ab 1871: Deutsches Reich, Fürstentum Waldeck-Pyrmont, Kreis der Twiste
- ab 1919: Deutsches Reich, Freistaat Waldeck-Pyrmont, Kreis der Twiste
- ab 1929: Deutsches Reich, Freistaat Preußen, Provinz Hessen-Nassau, Regierungsbezirk Kassel, Kreis der Twiste
- ab 1942: Deutsches Reich, Freistaat Preußen, Provinz Hessen-Nassau, Regierungsbezirk Kassel, Landkreis Waldeck
- ab 1944: Deutsches Reich, Freistaat Preußen, Provinz Kurhessen, Regierungsbezirk Kassel, Landkreis Waldeck
- ab 1945: Deutsches Reich, Amerikanische Besatzungszone, Groß-Hessen, Regierungsbezirk Kassel, Landkreis Waldeck
- ab 1946: Deutsches Reich, Amerikanische Besatzungszone, Hessen, Regierungsbezirk Kassel, Landkreis Waldeck
- ab 1949: Bundesrepublik Deutschland, Hessen, Regierungsbezirk Kassel, Landkreis Waldeck
- ab 1974: Bundesrepublik Deutschland, Hessen, Regierungsbezirk Kassel, Landkreis Waldeck-Frankenberg, Stadt Bad Arolsen

### Bevölkerung
Einwohnerstruktur 2011
Nach den Erhebungen des Zensus 2011 lebten am Stichtag dem 9. Mai 2011 in Volkhardinghausen 110 Einwohner. Darunter waren keine Ausländer.
Nach dem Lebensalter waren 18 Einwohner unter 18 Jahren, 39 waren zwischen 18 und 49, 27 zwischen 50 und 64 und 27 Einwohner waren älter. Die Einwohner lebten in 45 Haushalten. Davon waren 18 Singlehaushalte, 18 Paare ohne Kinder und 9 Paare mit Kindern, sowie 3 Alleinerziehende und keine Wohngemeinschaften. In 9 Haushalten lebten ausschließlich Senioren und in 27 Haushaltungen leben keine Senioren.
Einwohnerentwicklung
- 1738: 19 Häuser[9]
- 1770: 24 Häuser, 96 Einwohner[9]

| Volkhardinghausen: Einwohnerzahlen von 1770 bis 2015 | Volkhardinghausen: Einwohnerzahlen von 1770 bis 2015 | Volkhardinghausen: Einwohnerzahlen von 1770 bis 2015 | Volkhardinghausen: Einwohnerzahlen von 1770 bis 2015 | Volkhardinghausen: Einwohnerzahlen von 1770 bis 2015 |
| --- | ---------------------------------------------------- | ---------------------------------------------------- | ---------------------------------------------------- | ---------------------------------------------------- |
| Jahr |                                                      |                                                      |                                                      | Einwohner                                            |
| 1770 | 1770                                                 |                                                      | 96                                                   | 96                                                   |
| 1800 | 1800                                                 |                                                      | ?                                                    | ?                                                    |
| 1834 | 1834                                                 |                                                      | 237                                                  | 237                                                  |
| 1840 | 1840                                                 |                                                      | 233                                                  | 233                                                  |
| 1846 | 1846                                                 |                                                      | 234                                                  | 234                                                  |
| 1852 | 1852                                                 |                                                      | 228                                                  | 228                                                  |
| 1858 | 1858                                                 |                                                      | 227                                                  | 227                                                  |
| 1864 | 1864                                                 |                                                      | 214                                                  | 214                                                  |
| 1871 | 1871                                                 |                                                      | 186                                                  | 186                                                  |
| 1875 | 1875                                                 |                                                      | 168                                                  | 168                                                  |
| 1885 | 1885                                                 |                                                      | 175                                                  | 175                                                  |
| 1895 | 1895                                                 |                                                      | 158                                                  | 158                                                  |
| 1905 | 1905                                                 |                                                      | 128                                                  | 128                                                  |
| 1910 | 1910                                                 |                                                      | 144                                                  | 144                                                  |
| 1925 | 1925                                                 |                                                      | 170                                                  | 170                                                  |
| 1939 | 1939                                                 |                                                      | 127                                                  | 127                                                  |
| 1946 | 1946                                                 |                                                      | 252                                                  | 252                                                  |
| 1950 | 1950                                                 |                                                      | 232                                                  | 232                                                  |
| 1956 | 1956                                                 |                                                      | 163                                                  | 163                                                  |
| 1961 | 1961                                                 |                                                      | 156                                                  | 156                                                  |
| 1967 | 1967                                                 |                                                      | 162                                                  | 162                                                  |
| 1980 | 1980                                                 |                                                      | ?                                                    | ?                                                    |
| 1990 | 1990                                                 |                                                      | ?                                                    | ?                                                    |
| 2000 | 2000                                                 |                                                      | ?                                                    | ?                                                    |
| 2011 | 2011                                                 |                                                      | 111                                                  | 111                                                  |
| 2015 | 2015                                                 |                                                      | 113                                                  | 113                                                  |
| Datenquelle: Historisches Gemeindeverzeichnis für Hessen: Die Bevölkerung der Gemeinden 1834 bis 1967. Wiesbaden: Hessisches Statistisches Landesamt, 1968. Weitere Quellen: LAGIS; Zensus 2011 |                                                      |                                                      |                                                      |                                                      |

## Religion
Die Einwohner Volkhardinghausens sind vorwiegend evangelisch und gehören zur Kirchengemeinde Landau. Die katholischen Einwohner gehören kirchlich zur katholischen Gemeinde in Bad Arolsen.
Historische Religionszugehörigkeit
| • 1885: | 158 evangelische (= 100 %) Einwohner                              |
| • 1961: | 138 evangelische (= 88,46 %), 13 katholische (= 8,33 %) Einwohner |

## Kultur und Sehenswürdigkeiten

### Bauwerke
Als einziges Klostergebäude ist ein spätgotischer Bau mit Staffelgiebel übrig geblieben, der einen restaurierten Rest des ehemaligen Kreuzganges enthält. Dieser wurde von 1968 bis Ende 2022 von der Kirchengemeinde Bad Arolsen-Landau, zu der Volkhardinghausen kirchlich gehört, als Klosterkapelle für Gottesdienste und Trauerfeiern genutzt. Der Klosterteich unterhalb der Klosterkapelle diente früher den Mönchen zur Fischzucht und wird noch heute als Fischteich genutzt.

Klostergebäude und Klosterteich
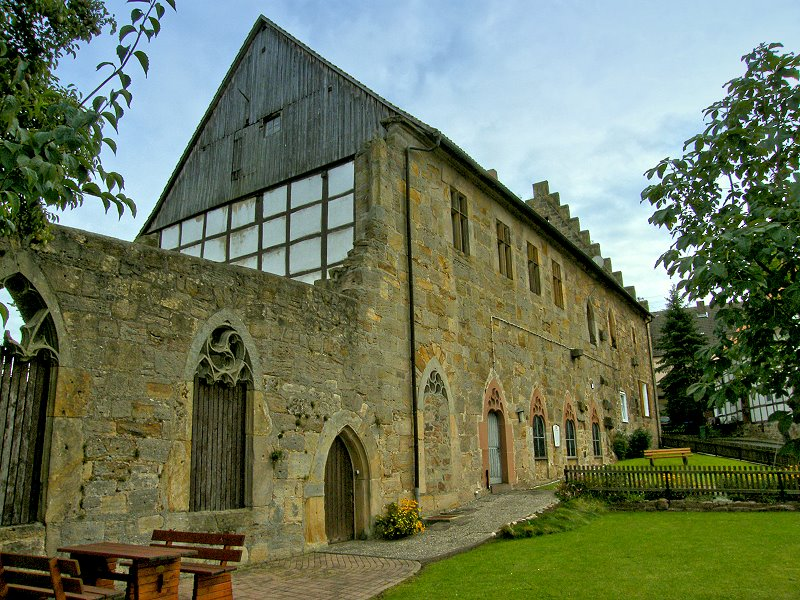
Klostergebäude
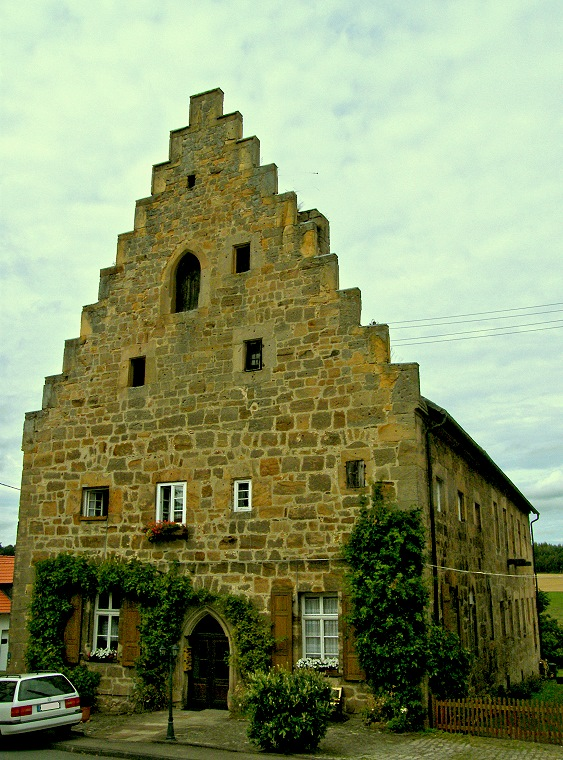
Staffelgiebel
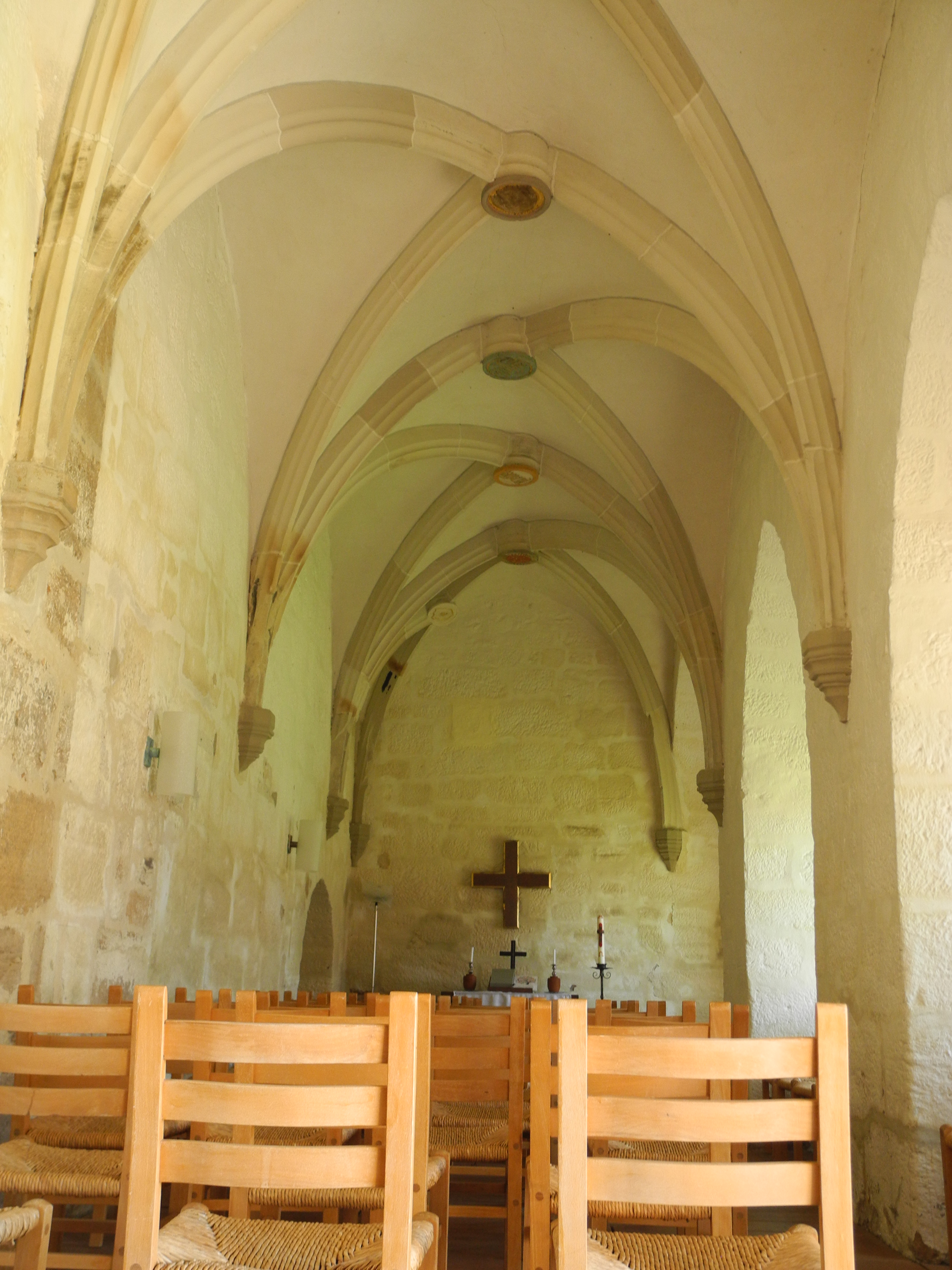
Kapelle im ehemaligen Kreuzgang
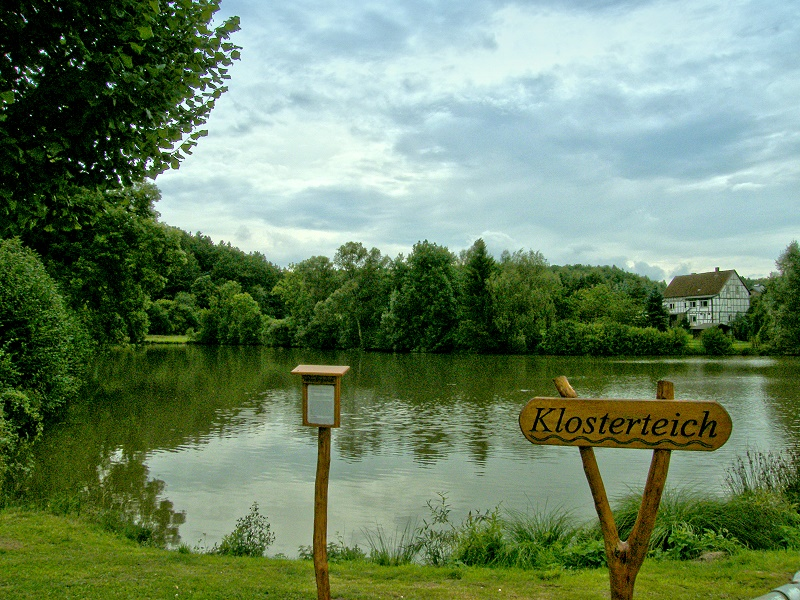
Klosterteich

### Naturräume
- Wenige Kilometer nördlich von Volkhardinghausen liegt der Stausee Twistesee.
- Die Franzoseneiche, die nahe der nach Elleringhausen führenden Kreisstraße 9 nahe der „Waldschmiede“ steht, ist ein historischer Grenzpunkt an der Stelle, wo die Gemarkungen von Landau, Braunsen, Elleringhausen und Volkhardinghausen zusammenstoßen.

## Infrastruktur
Am Ortsausgang nach Landau steht ein Dorfgemeinschaftshaus.